# Torpedowce typu A 26
Torpedowce typu A 26 (niem. A-II-Boote, Amtsentwurf 1915) – typ niemieckich torpedowców z okresu I wojny światowej, budowanych przez Stocznie Schichau w Elblągu (A 26 – A 49, A 50 – A 55).

## Okręty (1916–1918)
- A 32 - utracony 25 października 1917 r.
- A 50 - utracony 17 listopada 1917 r. (mina morska)
- A 51 - zatopiony przez własną załogę 29 października 1918 r.

## Okręty (1919–1950)
- eks A 26  Reichsmarine 1918–1923: A 26
- eks A 30  Belgia 1919–1927: A 29 PC, A 29
- eks A 32  Eesti merejõud 1924–1940: „Sulew”;  Marynarka Wojenna ZSRR 1940–1950: „Amietist” (ros. Аметист)
- eks A 40  Belgia 1919–1927: A 22 PC, A 22, A 40
- eks A 42  Belgia 1919–1939: A 23 PC, A 23, A 42, „Zand”
- eks A 43  Belgia 1919–1940: A 24 PC, A 24, A 43, „Wielingen”;  Kriegsmarine złomowany po kolizji w 1943 roku[2]
- eks A 47  Belgia 1919–1931: A 25 PC, A 25, A 47
- eks A 49  Belgia 1919–1920: A 26 PC - przekazano Wielkiej Brytanii
- A 27 – A 29 - przekazano Wielkiej Brytanii i zezłomowany
- A 31, A 33 – A 39 - przekazano Wielkiej Brytanii i zezłomowany
- A 41, A 44 – A 46, A 48 - przekazano Wielkiej Brytanii i zezłomowany
- A 52 – A 55 - przekazano Wielkiej Brytanii i zezłomowany

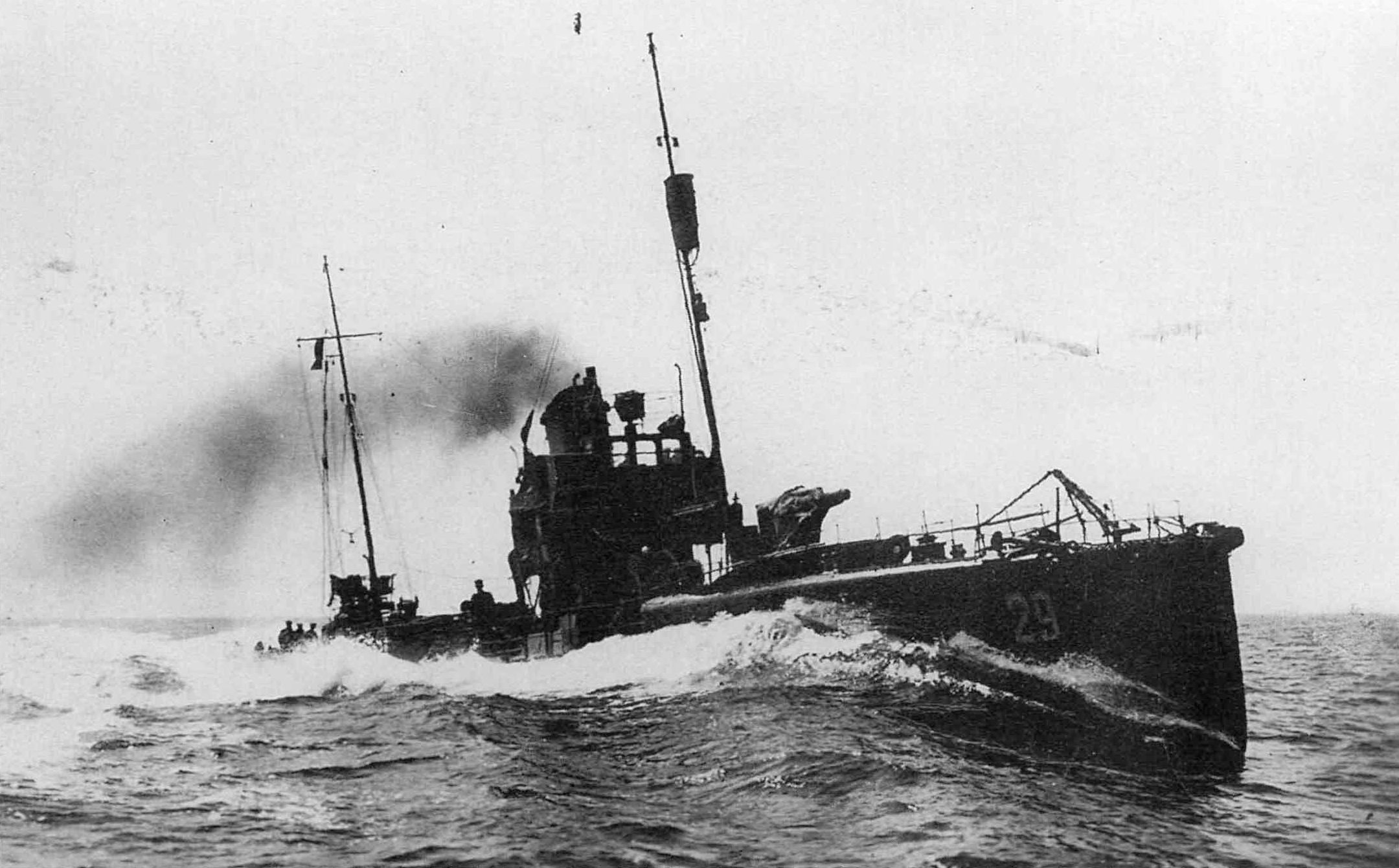
A 29 (1918)
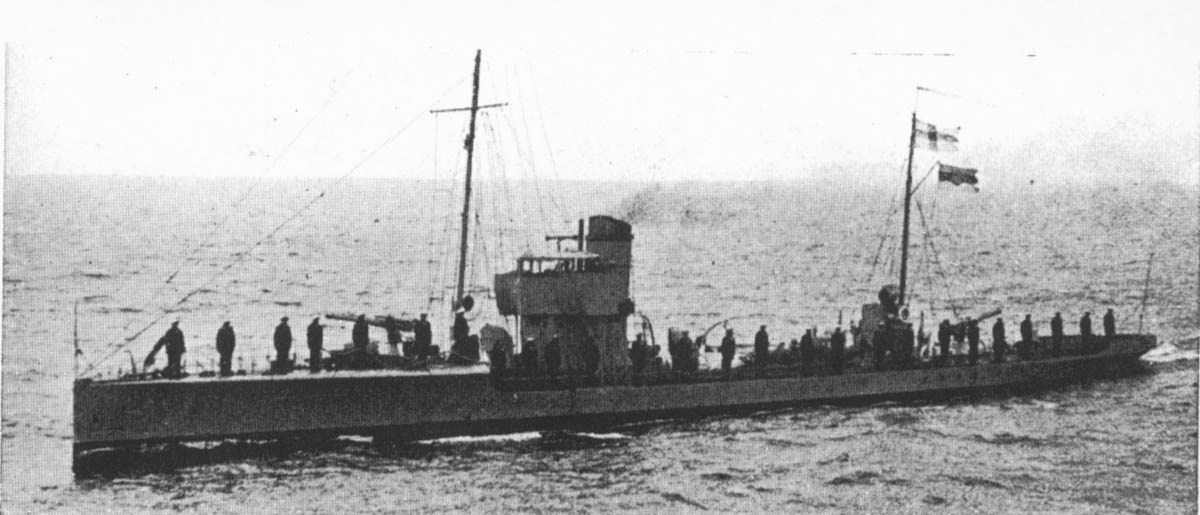
„Sulev” eks A 32